# 聖戰軍 (巴勒斯坦)
聖戰軍（阿拉伯語：جيش الجهاد المقدس；Jaysh al-Jihad al-Muqaddas）是1947–1948年巴勒斯坦託管區內戰中，一支由巴勒斯坦阿拉伯人組成的民兵隊。主要領導人是阿卜杜勒·卡迪爾·阿爾-侯賽尼和哈桑·沙勒馬。
這支軍隊曾被描述為是侯賽尼的「個人部隊」。阿拉伯聯盟為了維持其對於巴勒斯坦的控制，並防止其由政治或軍事達到獨立的目的，成立了「阿拉伯救世軍」與之對抗（‎）。但其實阿拉伯政府不希望人民加入其中任何一方，阻止了數以千計的人們加入這些部隊。
1947年12月，阿卜杜勒·卡迪爾·阿爾-侯賽尼到達耶路撒冷區，並在1948年3月招到128名男性聖戰軍。他將總部設在Bir Zeit，開始策畫襲擊耶路撒冷的猶太人，以阻止猶太人持續進入耶路撒冷。哈桑·沙勒馬和950名聖戰軍，以及228名非正規軍負責呂大（Lydda）和拉姆勒區（Ramle）的，位於臺拉維夫和耶路撒冷之間道路的行動。
聖戰軍擁有超過50,000名可進行防守巴勒斯坦地區的巴勒斯坦人，卻只有5,000至10,000外籍武裝分子（包含其他阿拉伯國家）可以在與以色列進行獨立戰爭時可以上陣。
1948年4月8日，侯賽尼在爭奪臺拉維夫和耶路撒冷之間的Qastal Hill（Al-Qastal）肉搏戰之中陣亡，但他的軍隊還是從從猶太人武裝「哈格納」（Haganah）手中奪回了蓋斯泰勒山丘，哈格納在6天前以約100人佔領了蓋斯泰勒。之後，哈軍撤退至猶太人的聚落Motza。但在4月9日晚上，哈軍的精銳部隊「帕拉玛赫」再次奪下蓋斯泰勒山丘；蓋斯泰勒大部分的民宅被炸毀，並成為一個指揮所。侯賽尼的死對於聖戰軍的士氣是一個重大的打擊。
1948年9月22日，「全巴勒斯坦政府」成立於第一次中東戰爭期間。這件事激勵了聖戰軍，並聲稱他們的目標是「解放巴勒斯坦」。然而，這個政府本生沒有任何經濟能力和政治權力，只能任由埃及操控。
1948年10月，約旦命令聖戰軍其中一支部隊「Arab Legion」投降，並迫使其解除武裝。